# Скинхеды против расовых предрассудков
Скинхеды против расовых предрассудков (англ. Skinheads Against Racial Prejudices, S.H.A.R.P., шарпы) — молодёжная субкультура, представляющая объединение скинхедов, противостоящих националистам, национал-социалистам, расистам, особенно если они считают себя скинхедами. Как правило участники движения S.H.A.R.P. не придерживаются никаких политических взглядов и избегают участия в политике.

## История
Движение было создано в Нью-Йорке в 1987 году Маркусом Пачеко, как доказательство того, что субкультура скинхедов не основана на расизме и политическом экстремизме. Первоначальная деятельность организации была мирной - выступление на телевидении, раздача листовок и т. д. Движение прославилось благодаря выступлению её лидеров (Маркусу, Брюсу Клайку, Трою, Аро, Лин) на ток-шоу "Люди Говорят: Скинхеды против нацистов" (1988 год). Но вскоре члены S.H.A.R.P. стали создавать свои собственные автономные боевые отряды, неудовлетворённые ненасильственностью базовых идей S.H.A.R.P. Они считали, что кулаки – это лучший ответ бонхедам. Зимой 1989 года первоначальная организация распалась. Тому виной было несколько причин: к этому были причастны внутренние разногласия, но главной причиной было резкое сокращение White-Power активности в Нью-Йорке (и тут была явная заслуга шарпов). Идеи S.H.A.R.P. не умерли, они пришлись многим по душе, и группировки шарп-скинов начали появляться по всему миру. В Европу движение привез Роди Морено (Roddy Moreno) вокалист Английской Oi!-банды из Кардиффа «The Oppressed».

## Символика
Эмблема S.H.A.R.P. была создана на основе логотипа звукозаписывающего лейбла Trojan Records, которая выпускала ямайскую музыку (регги и ска), однако шлем на эмблеме был развернут в противоположную сторону.

## S.H.A.R.P. движение в документальных фильмах
- Позиция Скинхедов
- Антифа: Охотники за бонхедами
- Русские скинхеды-антирасисты